# 海友丸
海友丸（かいゆうまる）は、長崎県、福岡県、山口県の3県が共同運航している漁業実習船である。

## 概要
多様化する水産教育への対応と教育内容の充実、効率的な運航による財政面の経費圧縮を目的として、県域を越えた連携による全国初の実習船の共同運航が計画され、建造されたのが本船である。2004年10月、第124回九州地方知事会議において政策連合による取組の開始が決定された後、2009年10月に長崎県、福岡県、山口県の3県が実習船の建造・共同運航の基本的事項について合意、建造が開始された。
長崎造船で建造され、2010年3月30日に竣工、長崎県立長崎鶴洋高等学校、山口県立大津緑洋高等学校(かつての山口県立水産高等学校)、福岡県立水産高等学校の実習に使用されている。合同実習船運営事務所は福岡水産高校内に設置されている。
ハワイへの遠洋航海で、船の運航やマグロ延縄漁業の実習を実施している。

## 画像

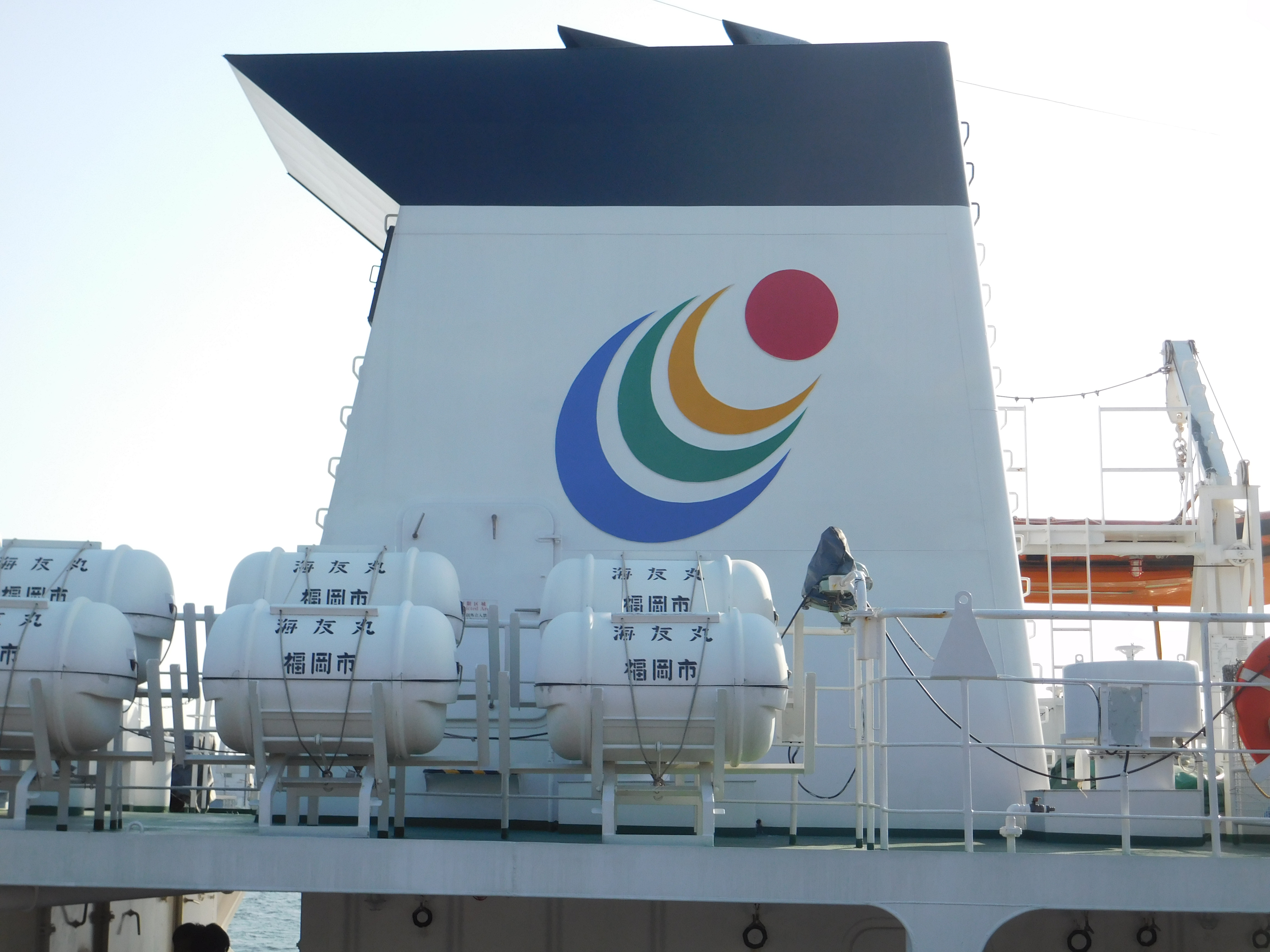
煙突マーク、20170430に東京港・多目的桟橋で撮影
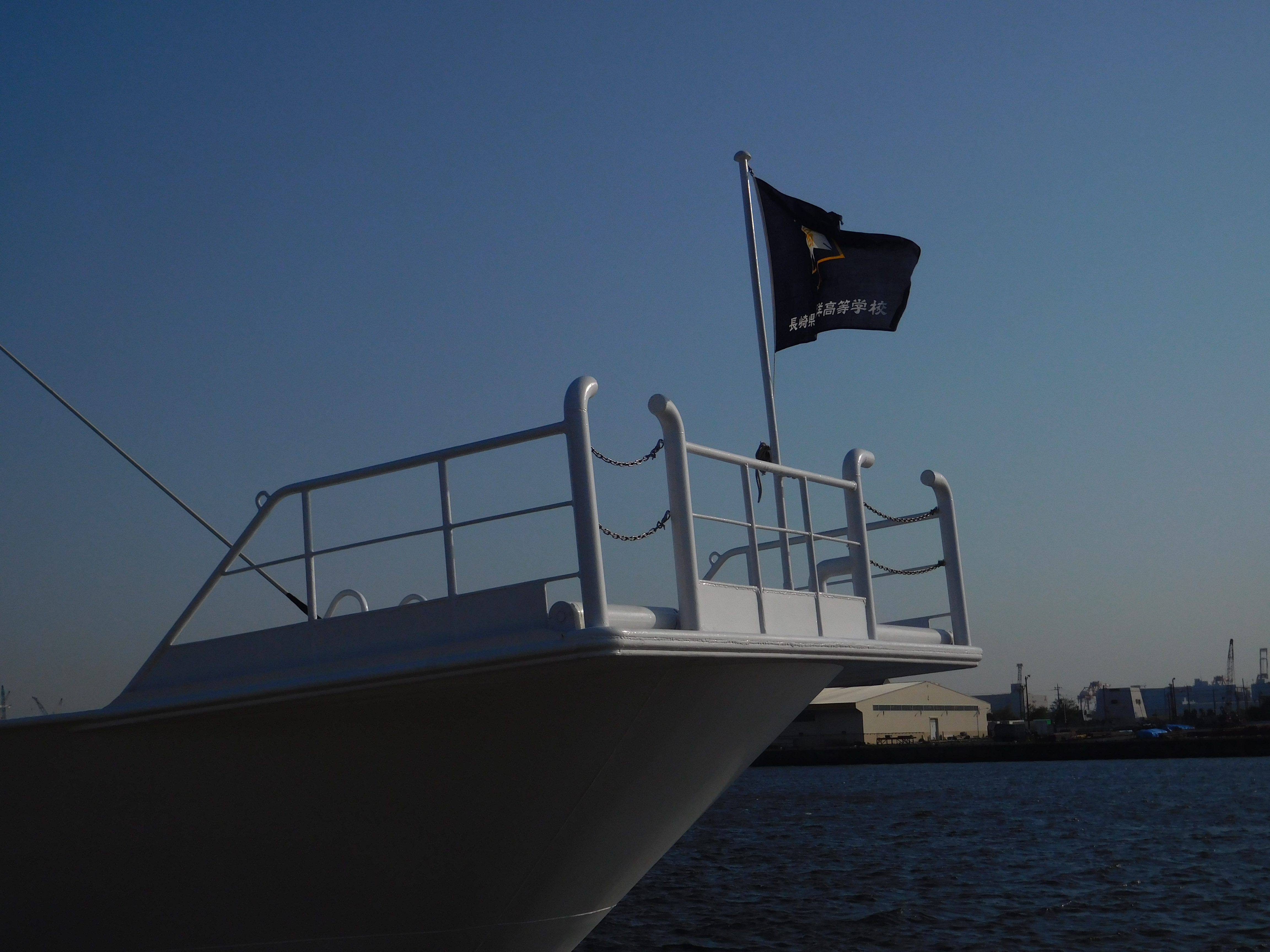
船首、20170430に東京港・多目的桟橋で撮影
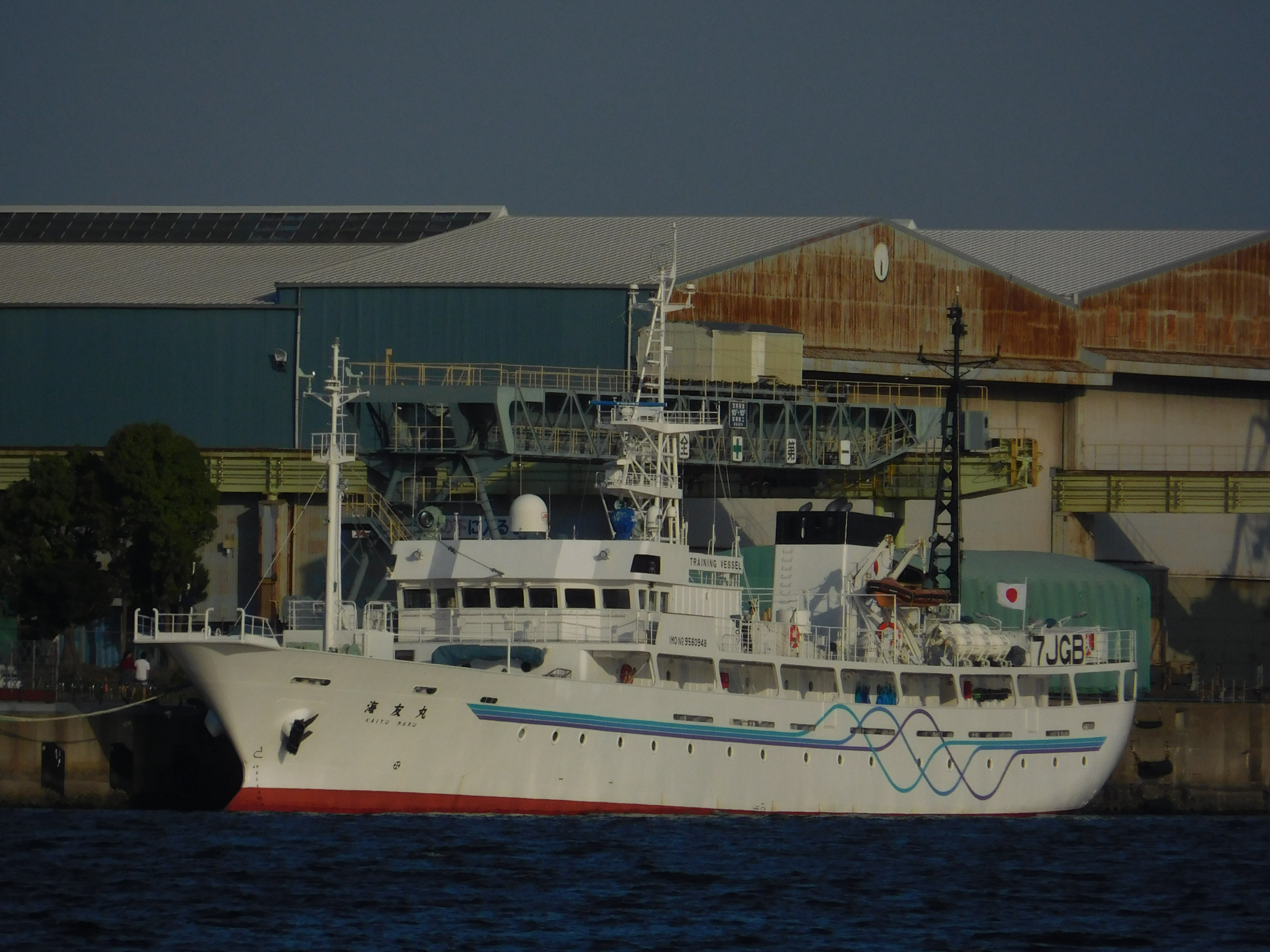
斜め前から、20170430に東京港・多目的桟橋で撮影
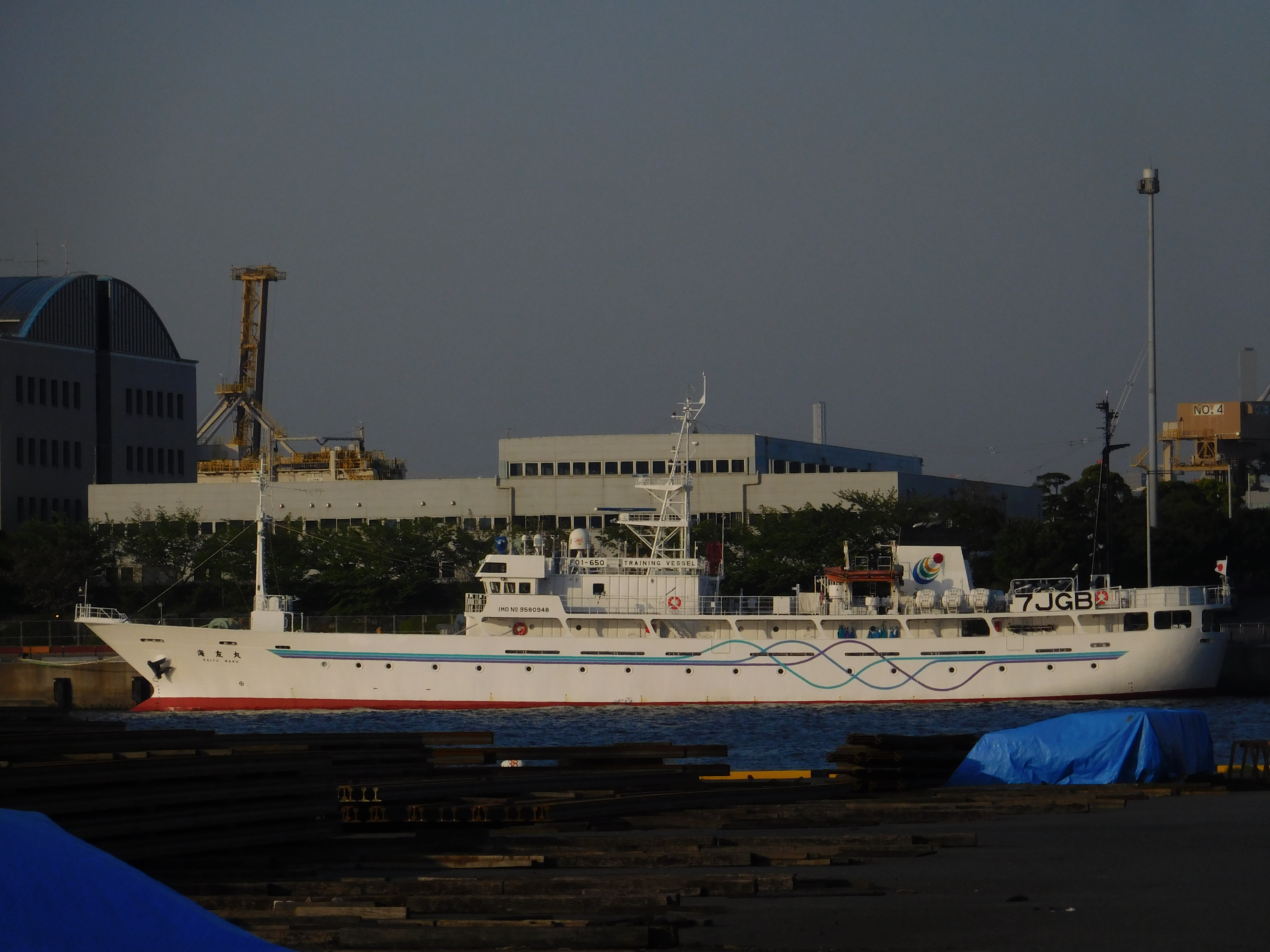
横から、20170430に東京港・多目的桟橋で撮影